# تالسی
تالسی (به لیوونیایی: Tālsa) در لتونی با جمعیت ۱۱٬۳۷۱ نفر است که در talsi municipality واقع شده‌است.